# Tuffi ai IV Giochi del Mediterraneo
I concorsi dei tuffi ai IV Giochi del Mediterraneo si sono svolti a Napoli nel 1963. Si sono svolte 2 gare, dal trampolino e dalla piattaforma, entrambe maschili.

## Medagliere
| Pos.   | Paese            | Oro | Argento | Bronzo | Totale |
| ------ | ---------------- | --- | ------- | ------ | ------ |
| 1      | Italia           | 2   | 2       | 0      | 4      |
| 2      | Rep. Araba Unita | 0   | 0       | 2      | 2      |
| Totale | Totale           | 2   | 2       | 2      | 6      |

## Podi
| Evento                      | Oro           | Perform. | Bronzo         | Perform. | Argento                   | Perform. |
| Trampolino 3 m (dettagli)   | Italo Salice  | 138,84   | Giulio Mortera | 137,12   | Wagih Raouf Abou El Seoud | 134,57   |
| Piattaforma 10 m (dettagli) | Klaus Dibiasi | 163,53   | Fabio Pajella  | 155,44   | Wagih Raouf Abou El Seoud | 146,31   |